# Naturbahnrodel-Weltcup 1997/98
Der Naturbahnrodel-Weltcup 1997/98 wurde in drei Disziplinen und in jeweils sechs Saisonrennen ausgetragen.

## Damen-Einsitzer

### Ergebnisse
| Datum                     | Ort         | Siegerin            | Zweite              | Dritte           |
| ------------------------- | ----------- | ------------------- | ------------------- | ---------------- |
| 21. bis 23. November 1997 | Sölden      | Elvira Holzknecht   | Simona Martin       | Sandra Mariner   |
| 16. bis 18. Januar 1998   | Kronplatz   | Christa Gietl       | Simona Martin       | Ljubow Panjutina |
| 22. bis 23. Januar 1998   | Oberperfuss | Elvira Holzknecht   | Sandra Mariner      | Sonja Steinacher |
| 24. bis 25. Januar 1998   | Oberperfuss | Elvira Holzknecht   | Sonja Steinacher    | Sandra Mariner   |
| 6. bis 8. Februar 1998    | Železniki   | Irene Mitterstieler | Ljubow Panjutina    | Sandra Mariner   |
| 13. bis 15. Februar 1998  | Mölten      | Elvira Holzknecht   | Irene Mitterstieler | Ljubow Panjutina |

### Weltcupendstand
| Rang | Name              | Punkte |
| ---- | ----------------- | ------ |
| 1    | Elvira Holzknecht | ?      |
| 2    | Sandra Mariner    | ?      |
| 3    | Sonja Steinacher  | ?      |
| 4    | Christa Gietl     | ?      |
| 5    | Simona Martin     | ?      |
| 6    | Ljubow Panjutina  | ?      |

Insgesamt gewannen 17 Rodlerinnen Weltcuppunkte.

## Herren-Einsitzer

### Ergebnisse
| Datum                     | Ort         | Sieger          | Zweiter         | Dritter           |
| ------------------------- | ----------- | --------------- | --------------- | ----------------- |
| 21. bis 23. November 1997 | Sölden      | Gerhard Pilz    | Manfred Gräber  | Anton Blasbichler |
| 16. bis 18. Januar 1998   | Kronplatz   | Reinhard Gruber | Martin Gruber   | Anton Blasbichler |
| 22. bis 23. Januar 1998   | Oberperfuss | Reinhard Gruber | Gerhard Pilz    | Manfred Gräber    |
| 24. bis 25. Januar 1998   | Oberperfuss | Martin Gruber   | Manfred Gräber  | Anton Blasbichler |
| 6. bis 8. Februar 1998    | Železniki   | Reinhard Gruber | Martin Gruber   | Anton Blasbichler |
| 13. bis 15. Februar 1998  | Mölten      | Martin Gruber   | Reinhard Gruber | Gerhard Pilz      |

### Weltcupendstand
| Rang | Name                                  | Punkte |
| ---- | ------------------------------------- | ------ |
| 1    | Reinhard Gruber                       | ?      |
| 2    | Gerhard Pilz                          | ?      |
| 3    | Martin Gruber                         | ?      |
| 4    | Anton Blasbichler                     | ?      |
| 5    | Manfred Gräber                        | ?      |
| 6    | Ferdinand Hirzegger Robert Tomelitsch | ?      |

Insgesamt gewannen 46 Rodler Weltcuppunkte.

## Doppelsitzer

### Ergebnisse
| Datum                     | Ort         | Sieger                          | Zweiter                         | Dritter                          |
| ------------------------- | ----------- | ------------------------------- | ------------------------------- | -------------------------------- |
| 21. bis 23. November 1997 | Sölden      | Helmut Ruetz Andi Ruetz         | Manfred Gräber Hubert Burger    | Martin Schneebauer Peter Lechner |
| 16. bis 18. Januar 1998   | Kronplatz   | Martin Psenner Christian Hafner | Manfred Gräber Hubert Burger    | Reinhard Beer Herbert Kögl       |
| 22. bis 23. Januar 1998   | Oberperfuss | Reinhard Beer Herbert Kögl      | Martin Psenner Christian Hafner | Helmut Ruetz Andi Ruetz          |
| 24. bis 25. Januar 1998   | Oberperfuss | Helmut Ruetz Andi Ruetz         | Reinhard Beer Herbert Kögl      | Martin Schneebauer Peter Lechner |
| 6. bis 8. Februar 1998    | Železniki   | Reinhard Beer Herbert Kögl      | Helmut Ruetz Andi Ruetz         | Martin Psenner Christian Hafner  |
| 13. bis 15. Februar 1998  | Mölten      | Martin Psenner Christian Hafner | Helmut Ruetz Andi Ruetz         | Martin Schneebauer Peter Lechner |

### Weltcupendstand
| Rang | Name                               | Punkte |
| ---- | ---------------------------------- | ------ |
| 1    | Helmut Ruetz – Andi Ruetz          | ?      |
| 2    | Martin Psenner – Christian Hafner  | ?      |
| 3    | Reinhard Beer – Herbert Kögl       | ?      |
| 4    | Manfred Gräber – Hubert Burger     | ?      |
| 5    | Martin Schneebauer – Peter Lechner | ?      |
| 6    | Marcin Pawlus – Andrzej Laszczak   | ?      |

Insgesamt gewannen elf Doppelsitzer Weltcuppunkte.

## Nationenwertung
| Rang | Land        | Punkte |
| ---- | ----------- | ------ |
| 1    | Italien     | ?      |
| 2    | Österreich  | ?      |
| 3    | Slowenien   | ?      |
| 4    | Polen       | ?      |
| 5    | Deutschland | ?      |
| 6    | Russland    | ?      |

Insgesamt gewannen Rodler aus 14 Nationen Weltcuppunkte.